# Churchill in Oswaldslow
Churchill lub Churchill in Oswaldslow – wieś i civil parish w Anglii, w Worcestershire, w dystrykcie Wychavon. W 2001 roku civil parish liczyła 24 mieszkańców. Churchill jest wspomniana w Domesday Book (1086) jako Circehille.